# Жизнь одна
«Жизнь одна» — российская мелодрама 2003 года режиссёра Виталия Москаленко.

## Сюжет
Десять лет брака закончились для героини фильма Марины крахом: она не смогла простить мужу интрижки с секретаршей. Теперь она ушла в работу — журналистику, но от работы на износ у неё возникают проблемы со здоровьем, и врачи направляют её в санаторий. Однако муж Марины вовсе не забыл о ней и по-прежнему с теплом относится к ней. Он… нанимает провинциального писателя-неудачника присмотреть за Мариной. Игровой флирт выливается в настоящий курортный роман. Параллельно основной истории комедийную линию развивает другая пара: Марьяна — эксцентричная дамочка и Константин, водитель рефрижератора, выдающий себя за капитана дальнего плавания, а также другие посетители санатория и местный массовик-затейник.

## В ролях
- Татьяна Яковенко — Марина Орлова
- Алексей Нилов — Владимир, писатель
- Сергей Безруков — Павел, муж Марины
- Татьяна Лютаева — Марьяна
- Алексей Кравченко — Константин
- Сергей Рубеко — Евгений
- Александр Баширов — массовик-фотограф
- Алёна Яковлева — Наташа, подруга Марины
- Андрей Сергеев — Сергей, муж Наташи
- Эдуард Марцевич — академик Беленкин Иван Ильич
- Ольга Литвинова — Таня
- Янина Соколовская — Катя
- Юрий Лахин — доктор
- Светлана Йозефий — хозяйка квартиры
- Елена Ласкавая — редактор
- Александр Самойлов — моряк
- Иван Агапов — бухгалтер
- Владимир Ильин — Кепка
- Татьяна Орлова — администратор
- Ёла Санько — замдиректора
- Фёдор Добронравов — бармен
- Татьяна Паркина — бабушка

## Фестивали
- 2003 — XIV кинофестиваля «Кинотавр» — номинация на Гран-при фестиваля, наград не получил
- 2003 — II кинопремия «Золотой орёл» — номинация в категории «Лучшая музыка к фильму»

## Критика
Фильм — классическая «женская мелодрама», с незамысловатым и неправдоподобным, зато трогательным сюжетом с предсказуемым счастливым финалом, при этом основной драматической линии есть «параллельная» история — лёгкая и с элементами комедии.

его автор Виталий Москаленко назвал «фильмом для женщин». Наверное, имелось в виду, что картина требует от зрителя изрядной доверчивости.— Лидия Маслова, Газета «Коммерсантъ»

попытка вернуться к тем старым славным временам, когда в кинотеатры ходили семьями и жены выходили из зала, блестя заплаканными, но счастливыми глазами. То есть: мелодрама без постельных сцен, зато с комедийными элементами и хеппи-эндом под красивую музыку.— Московский комсомолец

Главные герои, которым сильно за 30 выясняют отношения как школьники. Финал любовной истории тоже тяготеет к литературе для внеклассного чтения. Прелесть фильма в другом — персонажах второго плана, вроде массовика-затейника в исполнении Александра Баширова. Именно окружение Нилова и Яковенко позволяют махнуть рукой на все ляпы, переполнившие основную сюжетную линию.— Лента.ру